# Jackson Rathbone
Pour les articles homonymes, voir Rathbone.
Jackson Rathbone (né Monroe Jackson Rathbone V) est un acteur producteur et musicien américain né le 14 décembre 1984 à Singapour, principalement connu pour son rôle de Jasper Hale dans les films de la saga Twilight. Yoann Sover est la voix française régulière de l'acteur dans ses films et séries depuis Le Grand Stan.

## Biographie

### Enfance et formation
Rathbone naît à Singapour. Ses parents, Randee Lynn (née Brauner) et Monroe Jackson Rathbone IV sont américains. Son arrière-grand-père, Monroe Jackson Rathbone II, était le président de la Standard Oil du New Jersey, qui devient plus tard Exxon. Il est un lointain parent du général de la guerre civile Thomas Jonathan Jackson et du célèbre acteur britannique Basil Rathbone. C'est grâce au travail de son père que Jackson a eu la chance de voyager autour du monde. Il s'est immédiatement impliqué dans la compagnie de théâtre locale et a été accepté dans le programme pour les jeunes acteurs The Pickwick Players. Il était très actif dans les activités extra-scolaires puisqu'il jouait au basketball, au football, au baseball, etc.
Il a déménagé dans le nord-est du Michigan pour fréquenter la prestigieuse Intelochen Arts Academy où il s'est inscrit en théâtre en adorant réciter particulièrement les pièces de Shakespeare. Entre l'avant-dernière et la dernière année de lycée, il a récité dans le Southwest Shakespeare Festival en interprétant le rôle de Ferdinand dans La Tempête. Après avoir obtenu son diplôme et dans l'optique de rejoindre la Royal Scottish Academy of Music and Drama en tant qu'étudiant en théâtre, il décide de se rendre à Los Angeles durant les vacances d'été pour essayer de donner un départ à sa carrière en compagnie d'un de ses amis chanteur et acteur Alex Boyd qui était déjà là-bas. Rapidement et grâce au manager d'Alex, il est contacté par les studios de Disney. Au début de l'automne, Jackson réalise qu'il serait mieux de rester à Los Angeles pour poursuivre une carrière en tant qu'acteur et parallèlement une carrière de musicien. Il a tourné dans de nombreux spots télévisuels.
En tant qu'acteur, Jackson aimerait un jour devenir comme Johnny Depp qui est une sorte de héros pour lui. Son habileté à changer de personnages si facilement et à être connu en tant qu'acteur avant d'être une célébrité est quelque chose qui inspire beaucoup Jackson pour avancer dans le métier.

### Carrière
Il a acquis une certaine notoriété dans le monde du cinéma notamment grâce à son rôle dans Twilight, chapitre I : Fascination. Il a auditionné pour jouer le rôle d'Edward Cullen, mais il a été rappelé pour jouer le rôle de Jasper Hale. Il a également été embauché pour jouer l'un des rôles principaux dans le film de M. Night Shyamalan, Le Dernier Maître de l'air. Il joue Sokka, le frère de Katara.

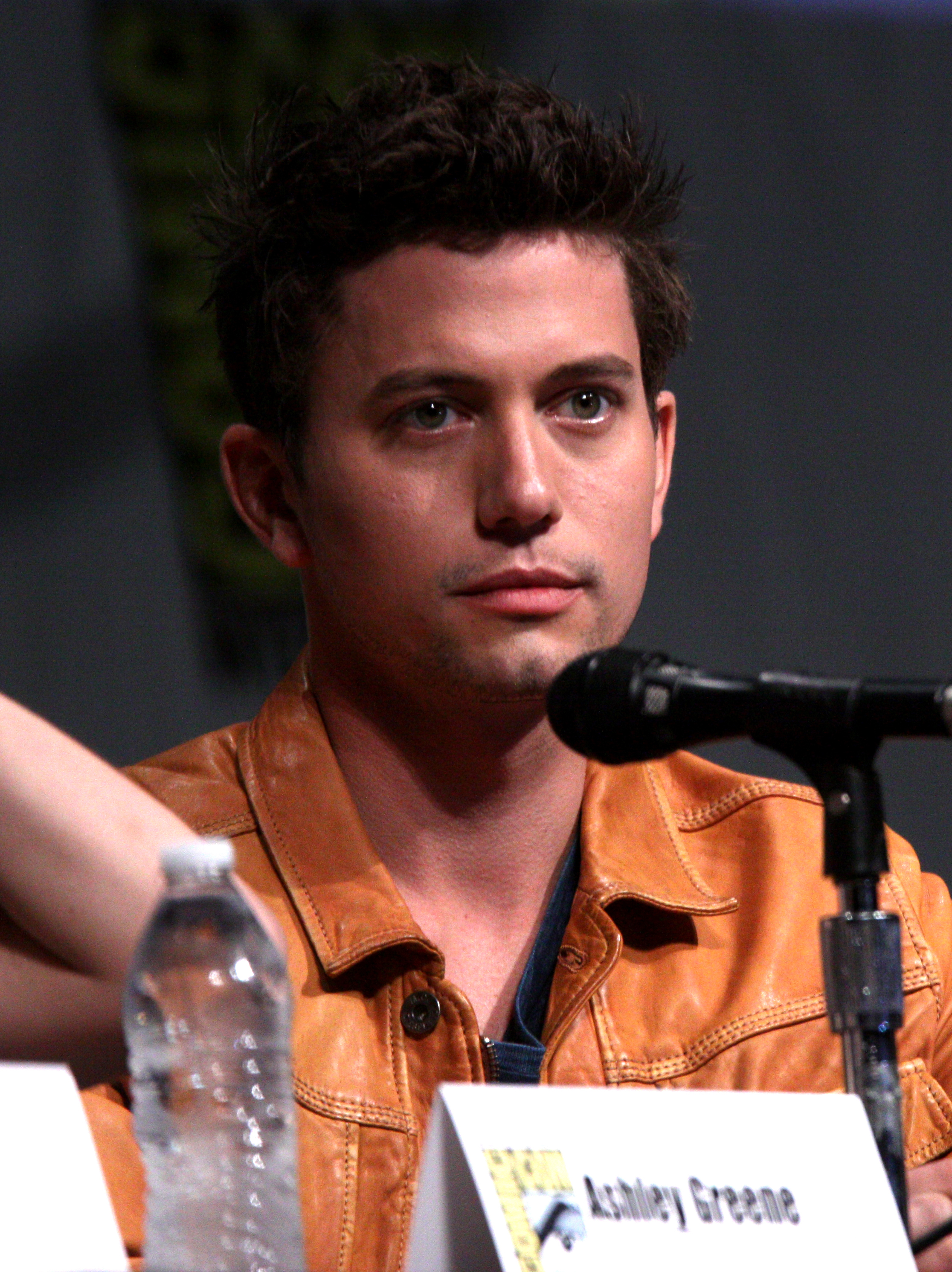
L'acteur en 2012 au Comic-Con de San Diego.

Il a fait partie du groupe 100 Monkeys en tant que chanteur principal et guitariste. Il finit par quitter le groupe le 4 mars 2012. Il fait partie depuis d'un nouveau groupe, The Gentle Giants.

### Vie privée
Il est sorti pendant plusieurs mois avec sa partenaire dans Twilight, Ashley Greene.
Il est en couple depuis 2011 avec Sheila Hafsadi, une danseuse burlesque. Ils se sont mariés le 29 septembre 2013 à Malibu, en Californie et ont eu trois enfants : un fils Monroe Jackson Rathbone VI né en 2012 et une fille Presley Bowie Rathbone née en 2016. Sa femme accouche de leur troisième enfant, un garçon né le 31 décembre 2019, Felix Valleau Rathbone.
Il est le meilleur ami de Nikki Reed; elle est d'ailleurs la marraine de son fils, Monroe Jackson Rathbone VI (né le 5 juillet 2012).

## Filmographie

### Acteur

#### Cinéma
- 2005 : River's End : Jimmy
- 2006 : Pray for Morning : Connor
- 2007 : Le Grand Stan (Big Stan) de Rob Schneider : Robbie
- 2008 : Une teuf d'enfer (Senior Skip Day) : Snippy
- 2008 : Twilight, chapitre I : Fascination (Twilight) de Catherine Hardwicke : Jasper Hale
- 2009 : Donnie Darko 2 : L'Héritage du sang (S. Darko) de  Chris Fisher : Jeremy
- 2009 : Terreur de Anthony DiBlasi : Stephen Grace
- 2009 : Hurt : Conrad Coltrane
- 2009 : Twilight, chapitre II : Tentation (New Moon) de Chris Weitz :  Jasper Hale
- 2010 : Young Again : Ethan adulte
- 2010 : Twilight, chapitre III : Hésitation (Eclipse) de David Slade : Jasper Hale
- 2010 : Le Dernier Maître de l'air (The Last Airbender) de M. Night Shyamalan : Sokka
- 2010 : Girlfriend : Russ
- 2011 : 100 Monkeys: Modern Times (vidéo) : Red
- 2011 : Twilight, chapitre IV : Révélation : Partie 1 (Breaking Dawn) de Bill Condon : Jasper Hale
- 2012 : Zombie Hamlet : Shakespeare Purist
- 2012 : Rodeo Princess (Cowgirls n' angels) de Timothy Armstrong : Justin Wood
- 2012 : Twilight, chapitre IV : Révélation : Partie 2 (Breaking Dawn) de Bill Condon : Jasper Hale
- 2013 : The Magic Bracelet (court-métrage) : Geoff
- 2013 : Live at the Foxes Den (Live at the foxes den) de Michael Kristoff : Bobby Kelly
- 2014 : City of Dead Men : Jacob
- 2015 : Pali road: Neil Lang
- 2017 :  Heart Baby : Doc
- 2017 : Justice : Thomas McCord
- 2018: Samson : Le Prince Rallah
- 2020 : Warhunt
- 2020 : Until We Meet Again : Eddie Conway
- 2021 : La Cassette : Wes

#### Télévision
- 2005 : Close to Home : Juste Cause (Close to Home) (série télévisée) : Scott Fields
- 2006 : Newport Beach (The O.C.) (série télévisée) : Justin
- 2005 - 2006 : Beautiful People (La Clique de Brighton au Québec) (série télévisée) : Nicholas Fiske
- 2007 : The Valley of Light (Film TV) : Travis
- 2007 : La Guerre à la maison (The War at Home) (série télévisée) : Dylan
- 2008 : The Cleaner (série télévisée) : Joey
- 2009 : Esprits criminels (Criminal Minds) (série télévisée) : Adam Jackson/Amanda (Saison 4, épisode 20)
- 2010 : Super Hero Family : Trent Stafford
- 2013 : FBI : Duo très spécial  : Nate Osbourne (Saison 4, épisode 14)
- 2011 - 2013 : Aim High : Nick Green
- 2015 : Finding Carter : Jared (Saison 2)
- 2017 : The Last Ship : Giorgio Vellek (Saison 4)
- 2022 : The Guardians of Justice : Blue Scream

### Producteur
- 2009 : Anyone Can Play Guitar (documentaire)
- 2010 : Girlfriend
- 2011 : Aim High

### Compositeur/musique
- 2009 : Utah Too Much (documentaire)
- 2010 : Girlfriend
- 2010 : 100 Monkeys: Live and Kickin' Part Too (documentaire)
- 2012 : Zombie Hamlet

## Distinctions

### Récompenses
- Teen Choice Awards 2010 : Personnalité(s) ayant les fans les plus 'fanatiques' (partagé avec l'ensemble des acteurs de la saga Twilight)